# Mohr-Villa

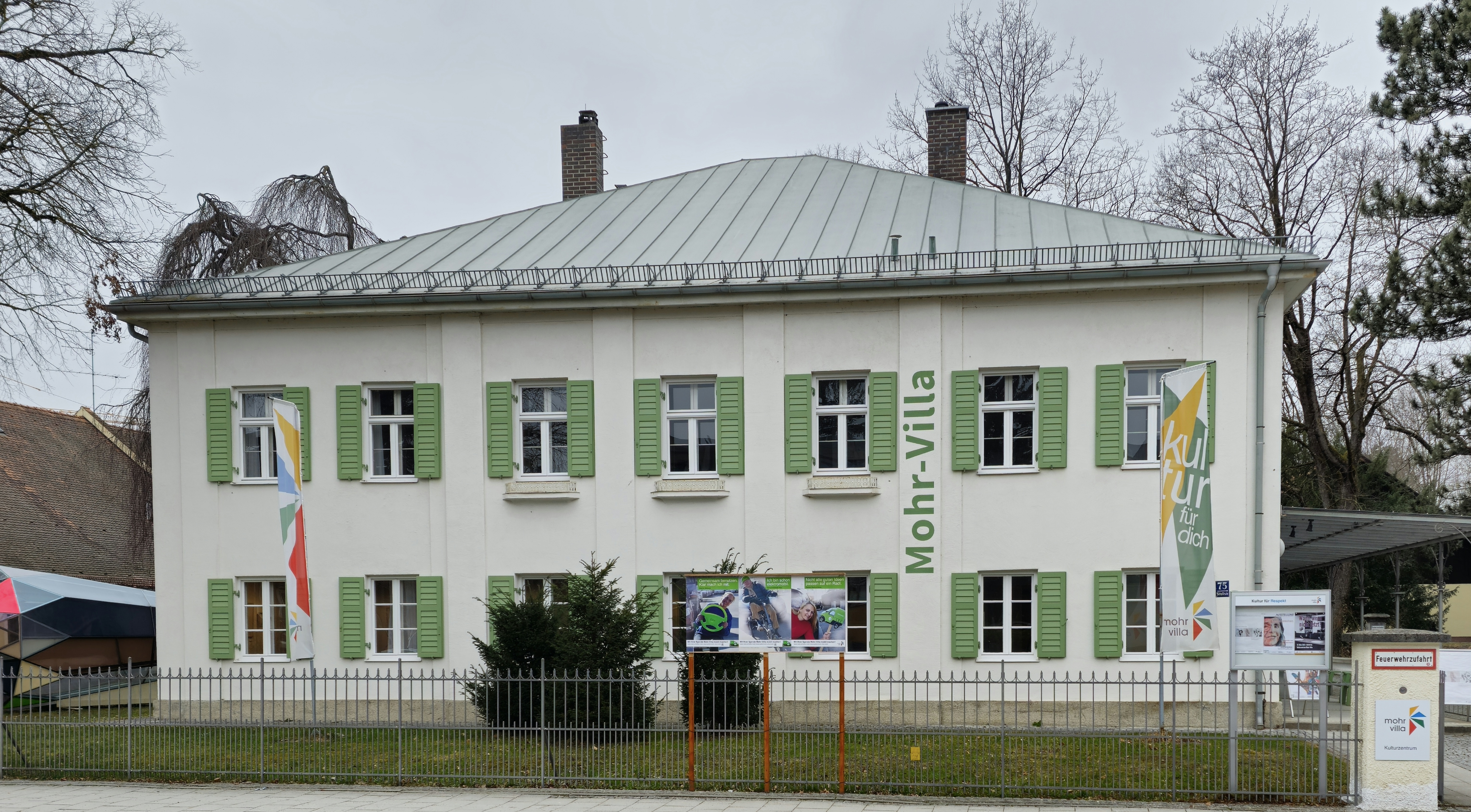
Mohr-Villa

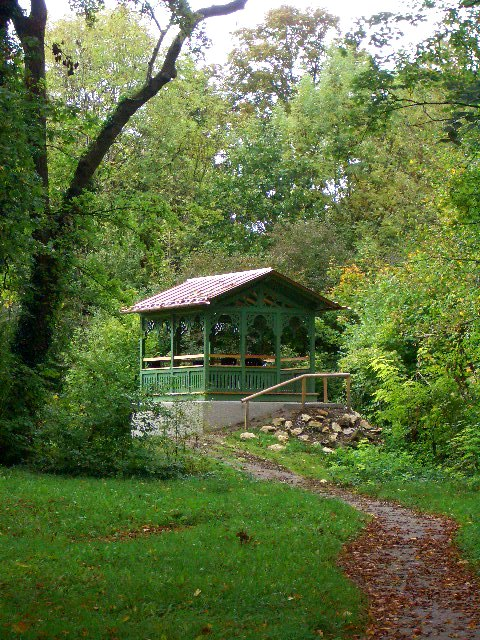
Gartenpavillon

Die Mohr-Villa ist ein um 1870 erbautes denkmalgeschütztes Gebäude im spätklassizistischen Stil in der Situlistraße 75 im Stadtteil Freimann von München. Der Name Mohr erinnert an die angesehene Gutsbesitzerfamilie Mohr, der das Anwesen von 1885 bis 1922 gehörte. Das Anwesen ist ein ehemaliger Gutshof mit Wohnhaus, der eigentlichen Villa, großzügigen Nebengebäuden, den ehemaligen Stallungen, Remisen und Speichern, und einem Landschaftspark mit schönem altem Baumbestand und einem originalgetreu wiederaufgebauten Gartenpavillon. Seit 1993 dient die Villa als Kulturzentrum.
Das Kulturzentrum Mohr-Villa Freimann verfügt über ein weitgefächertes Angebot an Räumen und Möglichkeiten für Begegnung und Gestaltung in den verschiedensten Bereichen kulturellen Handelns und Erlebens. Neben regelmäßigen Ausstellungen, Konzerten, Vorträgen und Diskussionen umfasst das Programm vielfältige Möglichkeiten, selbst aktiv zu werden. Das Angebot reicht vom Offenen Atelier in der Kunstwerkstatt bis zu den Treffen der Funkamateure und dem Reparatur-Café, von Tanzkursen des Jitterbug Club   bis zum interkulturellen Theater Grenzenlos.

## Geschichte
Zu Beginn des 19. Jahrhunderts stand an Stelle der heutigen Villa der Freimanner Wirth, der als Treffpunkt und Veranstaltungsort das Zentrum des damaligen Dorflebens bildete. Durch Heirat ging das Anwesen an Felix Streicher, der es durch Ankauf umliegender Höfe zum zweitgrößten Gut in Freimann machte. Er betrieb dort unmittelbar an der Landstraße München-Freising gelegen eine Tafernwirtschaft und konnte sich das Privileg sichern, alle bedeutenden Festlichkeiten des Ortes zu veranstalten. 1872 erwarb der großherzoglich-sächsische Geheime Regierungsrat Franz Junge das Anwesen von Streichers Witwe. Er ließ das Gutshaus sukzessive zu einem repräsentablen Herrenhaus erweitern und einen „prächtigen Garten“ im Stil des Englischen Landschaftsgartens anlegen. Der Gasthausbetrieb wurde in ein Nebengebäude verlegt.
1885 erwarb Walter Mohr das Anwesen und setzte die Arbeit des Vorbesitzers fort, insbesondere widmete er sich dabei dem weiteren Ausbau des Gartens. Die Gastwirtschaft wurde auf die gegenüberliegende Straßenseite verlagert und schließlich verkauft. Jahrzehntelang blieb sie als „Freimanner Hof“ die zentrale Gaststätte in Freimann.
Große Veränderungen brachte für ganz Freimann 1916 im Ersten Weltkrieg die Ansiedlung eines großen Rüstungsbetriebs der Firma Krupp. Die seit 1906 verwitwete Frau Luise Mohr verkaufte einen großen Teil ihrer Wiesen und Felder an die Kruppwerke. Schließlich gab sie auch den Hof selbst auf, der dann 1925 zusammen mit dem gesamten von Krupp erworbenen Immobilienbesitz an die Reichsbahn kam, die in Freimann ein neues Ausbesserungswerk einrichtete.
Fast 70 Jahre lang nutzte die Bahn das Haus als Direktorenvilla und Dienstwohnung für Werksangehörige, die Nebengebäude nach verschiedensten Zwischennutzungen als Sitz der Hochbaubahnmeisterei.
Als es dann in den 1980er-Jahren Pläne der Deutschen Bundesbahn für eine private Bebauung des Grundstücks mit seinem alten Baumbestand im Park gab, ergriffen engagierte Freimannerinnen die Initiative zur Rettung des historischen Ensembles für die Allgemeinheit. Aus einem Arbeitskreis der Aktionsgemeinschaft „Rettet den Münchner Norden“ wurde 1992 der Mohr-Villa Freimann e.V., dem es gelang, nicht nur ein schlüssiges Konzept für die Nutzung des Hauses als kulturelles und soziales Zentrum zu entwickeln, sondern auch die städtischen Entscheidungsträger zur Unterstützung des Projekts zu bewegen. 1993 wurde der Ankauf des Anwesens durch die Stadt München im Stadtrat mit deutlicher Mehrheit beschlossen und dem Mohr-Villa Freimann e.V. die Trägerschaft übergeben.
Unter großem ehrenamtlichem Einsatz wurden die Räume im Neben- und Rückgebäude von Vereinsmitgliedern für die sofortige Nutzung instand gesetzt. 2001 konnte schließlich auch das mit städtischer Unterstützung renovierte Hauptgebäude bezogen und kulturell genutzt werden.
Im gleichen Jahr wurde mit Mitteln aus einer speziell für das Sommertheater gegründeten Stiftung ein Teil des Dachgeschosses im Nebengebäude als Regenausweichquartier für das Münchner Sommertheater ausgebaut.
Auch die Eltern-Kind-Initiative Kiefernzwergerl hat ihre festen Räumlichkeiten im Nebengebäude gefunden.
2009/2010 führte die Stadt eine grundlegende Sanierung und Renovierung der Neben- und Rückgebäude durch. Dabei bekam auch das Stadtteilarchiv neue Räume zur Unterbringung der umfangreichen Sammlung des 2004 verstorbenen Stadtteilchronisten Karl Reitmeir, die seither im Auftrag des Münchner Stadtarchivs neben den hauseigenen Beständen in der Mohr-Villa betreut wird.
Im Zuge dieser Renovierung wurde auch die denkmalgeschützte Parkmauer saniert und der historische Gartenpavillon im Park wiederaufgebaut.
Seitdem stehen weite Teile der vorhandenen Gebäudeflächen für die kulturelle Nutzung zur Verfügung. Ein weiterer Ausbau der Remise und des Dachs im Rückgebäude ist noch in Planung.

## Belege
1. 1 2 3  Geschichte der Mohr-Villa, auf mohr-villa.de, abgerufen am 2. Februar 2023
2. ↑  Programm siehe www.mohr-villa.de

Koordinaten: 48° 11′ 37,4″ N, 11° 37′ 6,3″ O